# Янніс Плутархос
Янніс Плутархос (грец. Γιάννης Πλούταρχος, справжнє ім'я Янніс Какоссеос (грец. Γιάννης Κακοσσαίος); народився 18 грудня 1970 року) — популярний грецький співак і автор пісень. Вважається одним з найпопулярніших сучасних виконавців лаїко. Дотепер він випустив десять студійних альбомів. Псевдонім Плутархос йому обрав його перший продюсер Йоргос Макракіс (грец. Γιώργος Μακράκης).

## Біографія
Народився Янніс 18 грудня 1970 року в маленькому селі недалеко від м.Орхомен, в бідній сім'ї, в якій співали всі. У 16 років він вирішив поїхати до Афін і здійснити свою мрію стати співаком. Працював деякий час перукарем, паралельно виступав в нічних клубах, де він співпрацював з відомими виконавцями лаїко Яннісом Пулопулосом, Теміс Адамантідіс, Рітою Сакеларіу, а також сучасними виконавцями лаїко, такими як Стеліос Роккос і Йоргос Мазонакіс.
Свій перший альбом Янніс Плутархос випустив в 1998 році. Наступний його альбом вийшов в 2000 році і зробив його дуже відомим. 2005 року Плутархос здійснив перше світове турне з шоу в Торонто, Атлантик-Сіті, Бостоні, Нью-Йорку, Чикаго, Мельбурн, Сіднеї, Йоганнесбурзі і Нікосії. З жовтня 2010 року Плутархос співпрацює на сцені Cosmostage з Константіносом Аргіросом і Амарилліс.
Взимку 2011–2012 року Плутархос виступав у Cosmostage з молодими, але вже відомими виконавцями NINO і Амарилліс, Константінос Галанос, Елізабет Спанос і Otherview. У лютому 2011 рока записує разом з  італійським співаком Аль Бано альбом "Δυο Φωνές Μια Ψυχή", продажи якого з першого дня перевищили 160000 екземплярів.  Цей диск був п'ятнадцять разів платиновим.
У 2011 році Янніс  Плутархос брав участь у фестивалі в Сан-Ремо в Італії. Разом з Аль Бано і всесвітньо відомою грецькою співачкаю Дімітрою Феодосіу виграв найкращий приз за інтерпретацію "Va, pensiero" Джузеппе Верді, відрив від другого місця становив 650000 голосів.
З 27 квітня до 11 травня 2012 року Плутархос виступав із 6 концертами у США та Канаді: у Торонто, Монреалі, Чикаго, Атлантик-Сіті, Лос-Анджелесі. 7 березня 2013 року вийшов альбом «Κάτω απ 'τον ίδιο ήλιο» під ліцензією Heaven, він містить 18 абсолютно нових пісень-хітів, серед яких пісня «Δεν με παίρνει» (музика Йоргоса Сабаніса). Альбом став двічі платиновим протягом перших 7 днів. 23 серпня 2013 року відбулася прем'єра спільної програми Плутархоса і Нікоса Ікономопулоса, а також гурту Melisses, в клубі Θέα,. У грудні 2013 року співак проголосив про майбутню співпрацю з грецьким композитором Мімісом Плессасом на сцені театра «Παλλάς», яка відбулася в січні 2014 року з великим успіхом. Навесні 2014 Плутархос виступає з Пантелісом Пантелідісом в Theatro  Music Hall. 4 грудня 2014 під ліцензією Minos Emi вийшов новий альбом співака «Ο άνθρωπός σου». Альбом включає 13 пісень, автором двох є сам Плутархос.  
У 2015 році, через 10 років, Плутархос повертається сцену Posidonio Music Hall. Прем'єра програми відбулася 12 березня 2015. У програмі взяли участь Костас Мартакіс,  Boys and Noise. 2 листопада 2015 року на сцені Μέγαρο Μουσικής Αθηνών Янніс Плутархос взяв участь у програмі “Αυτή η γη έχει φωνή”, яка була присвячена музичним традиціям Епіра, Понта і Крита. Взимку 2015 — 2016 Плутархос співає з Фані Дракопулу. З 24 березня 2016 Плутархос співає в Posidonio  з Христосом Менідіатісом.
24 березня 2016 компанія Heaven Music випустила новий диск Плутархоса «Θέμα Χρόνου». Новий альбом містить 12 нових пісень, музику до яких написав Фівос. Диск став платиновим протягом 48 годин.

## Особисте життя
Одружений, має п'ятьох дітей.

## Дискографія

### Студійні альбоми
- 1998 — Μόνο Εσύ
- 2000 — Υπήρχαν Όρκοι
- 2001 — Μικρές Φωτογραφίες
- 2002 — Δεν Είναι Ο Έρωτας... Παιδί Της Λογικής
- 2003 — Πάει Λίγος Καιρός
- 2005 — Όλα Σε Σένα Τα Βρήκα
- 2006 — Κρυμμένα Μυστικά
- 2008 — Ό,τι Γεννιέται Στην Ψυχή
- 2009 — Ο Γιάννης Πλούταρχος Εκ Βαθέων Στον Αντώνη Πρέκα - Όσα Ποτέ Δεν Είπα
- 2010 — Προσωπικά Δεδομένα
- 2011 — Η Δύναμη Του Έρωτα
- 2013 — Κάτω Απ' Τον Ίδιο Ήλιο
- 2014 — Ο Άνθρωπός Σου
- 2016 — Θέμα Χρόνου
- 2017 — Πέρα Απ' Τα Μάτια Μου
- 2019 — Τραγούδια Ακατάλληλα

### Колекційні збірки альбомів
- 2007 — Στιγμές (Best Of Με Τις Μεγαλύτερες Επιτυχίες + 6 Νέα Τραγούδια)
- 2009 — 10 Χρόνια Μαζί
- 2009 — Οι Μεγαλύτερες Επιτυχίες
- 2013 — Τα Ζεϊμπέκικα
- 2015 — Best Of - 16 Μεγάλες Επιτυχίες
- 2015 — Best Of

### Збірник Синглів
- 2012 — Δεν Με Παίρνει
- 2012 — Απόψε Πάλι Αγκάλιασε Με
- 2012 — Να 'σαι Καλά
- 2015 — Μια Καλησπέρα
- 2015 — Έρχομαι
- 2018 — Σπασμένη Καρδιά
- 2020 — Περνάς Καλά
- 2021 — Μόνος Μου

## Нагороди
- Arion 2002 — категорія лаїко: Найкращий виконавець, Найкращий альбом «Μικρές φωτογραφίες»; Найкращий співак року.[18]
- Arion 2006 — категорія лаїко: Найкращий альбом «Όλα σε σένα τα βρήκα», Краший співак; Найкращий альбом року — «Όλα σε σένα τα βρήκα»[19]